# Parc des expositions et des congrès d'Orléans
Le parc des expositions et des congrès d'Orléans était un complexe destiné aux manifestations événementielles, que sont les expositions, les foires ou les salons, ainsi qu'aux congrès, de 1967 à 2019.
Il est remplacé par le CO'Met depuis 2022.
Il se situait à Orléans, dans le département du Loiret en région Centre-Val de Loire (France).

## Histoire
À partir de 1963, et dans l'optique de construire un parc des expositions, la municipalité d'Orléans achète une propriété privée Le Clos de la Motte et quelques terrains attenants.
Entre 1964 et 1967, le château de la Motte-Minsard, situé dans Le Clos de la Motte, est détruit, le terrain est aménagé et le parc des expositions est construit selon les plans de l'architecte orléanais Henry Ballu.
Le maire d'Orléans, Roger Secrétain, inaugure le complexe le 8 avril 1967.
En 2013, un projet de grande salle de sport est envisagé. Il est finalement abandonné à la fin de l'année. En 2016 le projet est de nouveau évoqué, le début des travaux sont envisagés pour la fin de l'année 2018.
Au mois de mai 2019, les travaux de déconstruction du parc des expositions commence. Le grand hall est complètement démoli le vendredi 31 mai. La suite du programme de déconstruction s'est poursuivi durant les semaines suivantes.
Dès le 12 septembre 2019, le chantier du CO'Met débute et s'achève à son ouverture le 30 septembre 2022.

## Infrastructures
Avant sa destruction en 2019, le complexe comprenait quatre halls d'exposition (hall d'accueil, grand-hall, hall prestige, hall Minsard) et quatre salles de conférence (Beauce, Aurélia, Val-de-Loire et de réception).

## Gestion
Le parc a été successivement géré par le comité de la foire-exposition, l’association foires et salons d'Orléans et, depuis 1992, par la société d'économie mixte Orléans Gestion via la société publique locale Orléans Val de Loire Événements.

## Manifestations
- Foire-exposition d'Orléans
- Fête foraine d'Orléans (jusqu'en 2018)